# 希加爾河
希加爾河（英語：Shigar River），位於巴基斯坦吉爾吉特-巴爾蒂斯坦的巴爾蒂斯坦地區，為印度河右岸支流。希加爾河由{{link-e in no yxkz 
```
1n|巴爾托洛冰川|Baltoro Glacier}}與
比阿佛冰川
（
英语
：
）
的融雪形成。它流經
希加爾谷地
（
英语
：
）
，最終於
斯卡杜縣
縣治
斯卡杜
附近注入印度河。
```

35°20′10″N 75°38′13″E / 35.336°N 75.637°E